# シカゴ・ピカソ

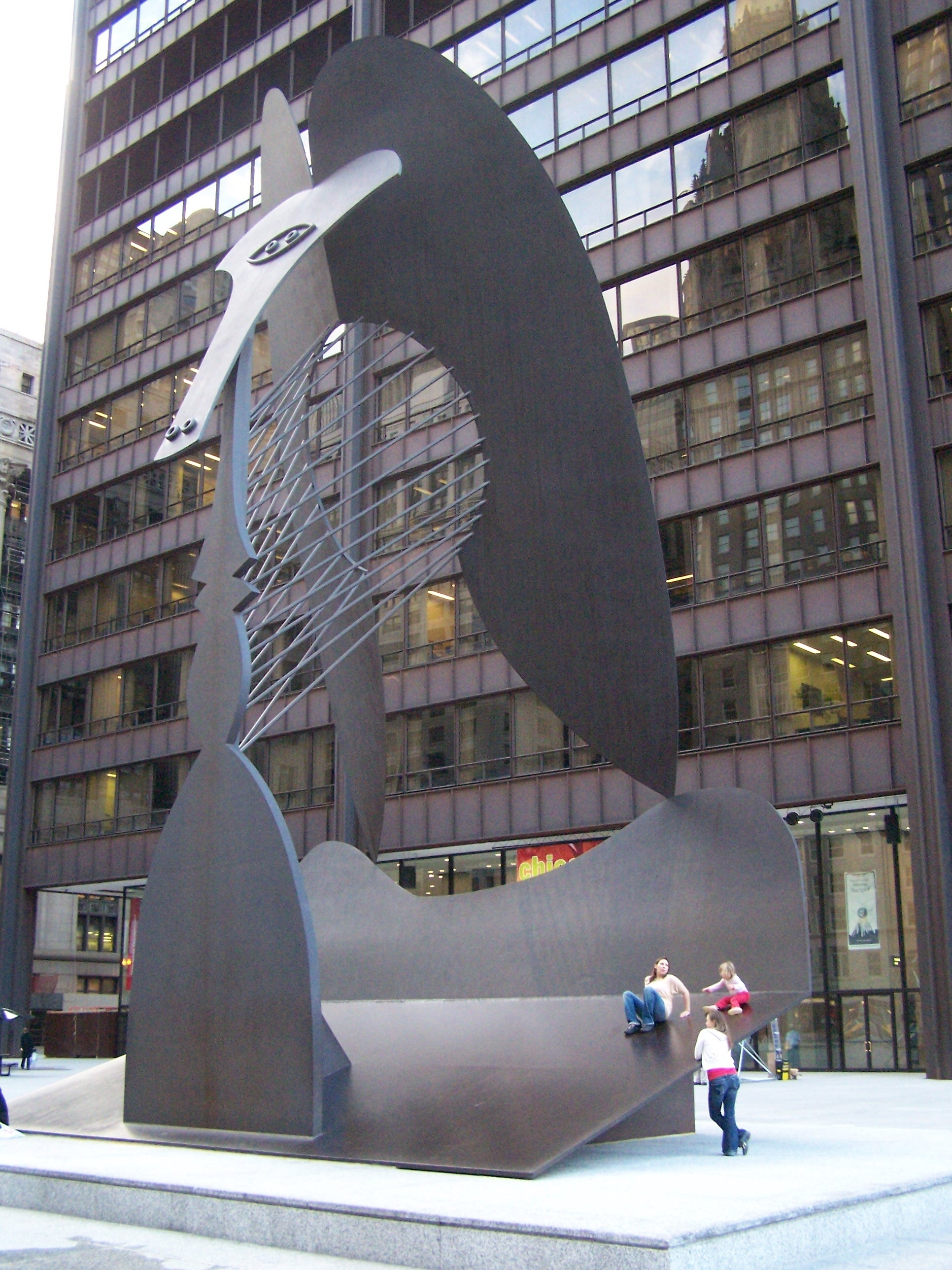
シカゴ・ピカソ (2006年4月)

シカゴ・ピカソ （英：Chicago Picasso） は、アメリカ合衆国イリノイ州の大都市シカゴにある野外彫刻。パブロ・ピカソの無題の作品だが、「シカゴ・ピカソ」、または、単に「ピカソ」と呼ばれている。

## 概要
シカゴ・ピカソは、シカゴの中心部ループ地区にあるパブロ・ピカソの彫刻である。1967年8月15日公開。リチャード・J・デイリー・センター（公開当時の名称はシカゴ・シビック・センター）南側の広場に立地している 。巨大な彫刻で、高さ15.2メートル、重さ162トンに達する 。

## 所在地及び交通手段
- 所在地：シカゴ市 ウエスト・ワシントン・ストリート50番地 （50 West Washington Street Chicago, Illinois 60602 ） の リチャード・J・デイリー・センター （Richard J. Daley Center ）前 （北緯41度53分01秒 西経87度37分48秒 / 北緯41.88361度 西経87.63000度）。
- 地下鉄シカゴ・Lレッド・ライン及びブルー・ラインのワシントン駅下車、西へ徒歩。